# Youngtimer

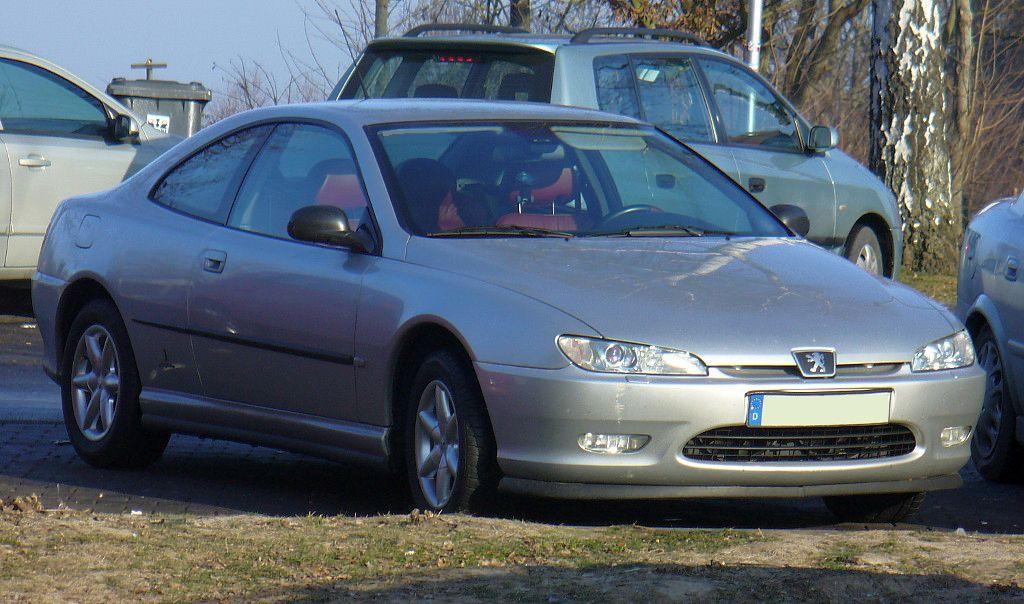
Peugeot 406 Coupé.

Un youngtimer est un type d’automobile de précollection en configuration d'origine dont l’âge se situe entre vingt et trente ans, toutes motorisations confondues, trop récent pour être accepté comme un véhicule « de collection » par la Fédération internationale des véhicules anciens (FIVA), et dont l’acceptation fait l'objet de débats parmi les propriétaires de véhicules plus anciens.

## Description
En 2017, les youngtimers datent en général du début des années 1990 au début des années 2000. Ils sont donc souvent trop jeunes pour être considérés comme « de collection » par la législation française.

### Concept
Le prix et la valeur de ces véhicules augmentent avec leur âge[Quand ?], leur rareté et surtout la conformité esthétique et technique par rapport à leur sortie d'usine, mais surtout d'effets de mode et de spéculation.
Les versions sportives ou haut de gamme sont globalement plus recherchées que les modèles d'entrée de gamme, mais toutes les catégories, y compris les utilitaires, y sont acceptées.
D'une façon générale, les youngtimers sont issus des gammes des constructeurs généralistes. Les marques prestigieuses comme Ferrari ou Rolls-Royce entrant souvent directement en « collection ».
Un véhicule peut appartenir aux deux catégories en même temps. C'est le cas par exemple des Citroën BX, Ford Sierra, Mercedes-Benz 190, Volkswagen Golf II, Renault Clio I.
Cette définition est, par nature, évolutive. Ainsi, certaines youngtimers emblématiques ne devraient en théorie plus faire partie de cette catégorie (Citroën CX, Renault 5, Peugeot 505).
Certains youngtimers ont vu leur cote augmenter de façon très importante ces dernières années, sans rapport logique avec leur rareté ou leurs qualités réelles. On peut y voir au départ la nostalgie d'une certaine époque, puis une nette dérive spéculative (Peugeot 205 GTi, Honda NSX, Lancia Delta Integrale, BMW Z1)[réf. nécessaire].
Un Youngtimer ne doit pas être modifié. Une auto « tunée » (Swap, German look, Racing, Jap Look, drift, sleeper, stance, etc.), n'entre pas dans cette catégorie.

### Définition contestée
Il existe deux définitions chez les passionnés. En effet, certains définissent une youngtimer uniquement en fonction de son âge, qui fait d'ailleurs débat.
Selon d'autres, la notion de rareté et d'originalité intervient. Ainsi, un véhicule « sportif » de seulement quinze ans pourrait entrer dans cette catégorie,. C'est par exemple le cas de la BMW Z4 E85, malgré un âge qui la destine en principe au marché de l'occasion. En revanche, les véhicules de grande diffusion comme la Renault Clio III (hors versions sportives), sortie en 2005 et encore trop courante, ne seront pas des youngtimers avant leurs vingt ans, au moins.

### Youngtimer et ZFE
En 2025, les véhicules Youngtimers ne répondent généralement pas aux normes européennes d'émission les plus modernes. À ce titre ils ne sont a priori pas autorisés dans les ZFE de certaines villes d'Europe. Les normes Euro 1 datent du début des années 1990. Les normes Euro 2 et Euro 3 datent de la période 1995-2005.
Cela crée une situation particulière en France où en 2020 se trouvent 950 000 véhicules immatriculés entre 25 à 29 ans et 2 millions de modèles de 20 à 24 ans.

## Dans la presse
Le premier magazine pleinement dédié aux youngtimers est édité en 2010 par la société d'édition Mag Factory. Créé par François-Xavier Basse et Vincent Duhen, le premier numéro du magazine Youngtimers, alors bimestriel, couvre les mois de mai et juin,,. Selon le sociologue Gaëtan Mangin, le magazine « entend donner une parole médiatique aux collectionneurs de ces voitures ». La Peugeot 205 GTI et la Volvo 240 font la couverture. Aujourd'hui, le magazine instigateur du mouvement en France existe encore et est considéré comme la référence. Devenu rapidement mensuel, il a dépassé les cent numéros et compte parmi ses collaborateurs récurrents les journalistes Thierry Astier, Antoine Minard, Thierry Réaubourg et Camille Pinet, ainsi que le photographe Denis Meunier. À l'été 2011, le magazine se décline en magazine de moto. Initialement publié en tant que hors-série, Youngtimers Moto paraît pour la première fois en juillet / août 2011 sous la coordination de Michel Bidault. En 2020, le magazine existe encore et compte plus de quarante numéros. Il s'agit toujours d'un bimestriel.
En 2009, un autre titre abordait le sujet des youngtimers de façon récurrente : le magazine KM/H, distribué par les éditions Riva. Créé par le journaliste Thibaut Amant ayant précédemment travaillé pour le magazine Autorétro, le premier numéro de KM/H couvre les mois d'août et septembre 2009. Un comparatif entre la Peugeot 205 GTI et la Renault 5 GT Turbo fait la couverture de ce premier numéro. Le magazine traite des automobiles sportives de grande série des années 1950 à 1990, comme le précise l'éditorial du no 1, s'appuyant sur le phénomène « des GTI des années 1980 […] , Renault Super 5 GT Turbo, Volkswagen Golf I GTI ». En 2020, KM/H existe encore et a dépassé, lui aussi, la centaine de numéros.
Également aux éditions Riva, le magazine Young Cars lancé en août 2010 traite le sujet des youngtimers. Le magazine est arrêté au bout de quatre numéros, faute de ventes suffisantes.
Pour l'été 2016, le magazine Auto Moto dédie son 79e hors-série aux youngtimers. La Peugeot 205 GTI fait la couverture de ce numéro. Auto Moto récidive l'année suivante en consacrant son 82e hors-série (été 2017) aux youngtimers. Les Renault Clio Williams, 21 Turbo et Safrane Biturbo font la couverture de ce numéro.
En 2019, l'éditeur controversé Lafont-Presse lance le magazine bimestriel Youngcars dédié aux youngtimers.
Le 23 avril 2021 sort le premier numéro d'Auto Plus Youngtimers dédié comme indiqué en une aux « anciennes qui sont plus que de simples occasions ». Il s'agit d'un trimestriel couvrant les mois de mai, juin et juillet. Un comparatif entre la Peugeot 205 Roland Garros et la Renault 5 Baccara en fait la couverture.

## Sécurité
En  France  métropolitaine, en 2023, les véhicules de tourisme ont une ancienneté moyenne de 9,8 ans. La moitié du parc automobile est âge de plus de 8 ans; seuls 24 % du parc a plus de 14 ans. Les véhicules de tourisme de 14 ans et plus constituent seulement 24 % du parc mais représentent 52% des véhicules de tourisme dans lequel un usagé est tué.
Certains équipements sont absents des véhicules antérieurs à certaines dates. Les normes automobiles et l'évaluation de la sécurité des véhicules ont changé avec le temps. L'Euro NCAP n'a été créé qu'en 1997. Certains équipements ne sont devenus obligatoires qu'avec des législations. Par exemple dans l'Union européenne, l'équipement ABS en série  n'est obligatoire que depuis 2004; l'ESC depuis 2011 et 2014.
Certaines marques de véhicules ont prévu des mises à niveau de leur véhicule sur des sujets comme les ceintures de sécurité trois points, le freinage ABS ou des airbags supplémentaires.

## Ressorts sociologiques de la possession d'unyoungtimer
Gaëtan Mangin a consacré sa thèse de doctorat en sociologie aux propriétaires de youngtimer. L'engouement croissant pour ces vieux véhicules semble de prime abord très paradoxal : « alors que tout incline les individus automobilisés à se projeter dans un futur sécuritaire, confortable et écologique, par le biais de véhicules électriques ou hybrides, connectés et suréquipés, comment expliquer que de plus en plus de conducteurs acquièrent des véhicules particulièrement inconfortables, dangereux et polluants au regard des normes et injonctions contemporaines ? ».
Il identifie plusieurs motivations à rouler en youngtimer :
- le faible coût d'achat et d'entretien de véhicules plus rustiques et à l'électronique embarquée encore simple[16],
- une logique de réemploi et de sobriété, plutôt que de céder aux incitations à remplacer des véhicules pourtant toujours fonctionnels[16],
- le refus de contribuer à la pérennité du système automobile en finançant la construction de nouvelles voitures[16],
- l'attachement individuel à une voiture possédée depuis longtemps et que son propriétaire est de plus en plus souvent amené à entretenir lui-même faute de pouvoir s'appuyer sur des mécaniciens encore connaisseurs de ces modèles obsolètes[16].

## Modèles actuels

### Modèles allemands

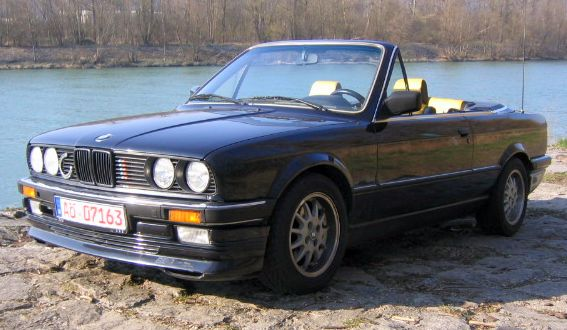
BMW E30.

Parmi les youngtimers allemands prisés des collectionneurs, on retrouve en tête la Volkswagen Golf GTI. Elle initie la vague des petites voitures sportives suivie par beaucoup de constructeurs,.
La BMW E30 fait aussi partie des youngtimers allemands qui suscitent le plus l'intérêt.
L'Audi Quattro, de par son engagement en rallye est aussi une icône des voitures allemandes de la période youngtimer.
Les Porsche de cette époque-là sont aussi des voitures recherchées. La plus connue est certainement la Porsche 964. C'est également le cas des versions à moteur avant comme les 924.
Certaines Mercedes, comme la 190, représentent les voitures allemandes des années 1980. Des voitures plus récentes attirent aussi les collectionneurs. Par exemple les BMW E36, Audi TT, Porsche Boxster, Mercedes SL, Opel Calibra, Volkswagen Corrado.
D'autres véhicules plus récents comme l'Audi A2 ou la Volkswagen Phaeton sont devenues des youngtimers en raison de leur petite distribution et de leur originalité.

### Modèles américains

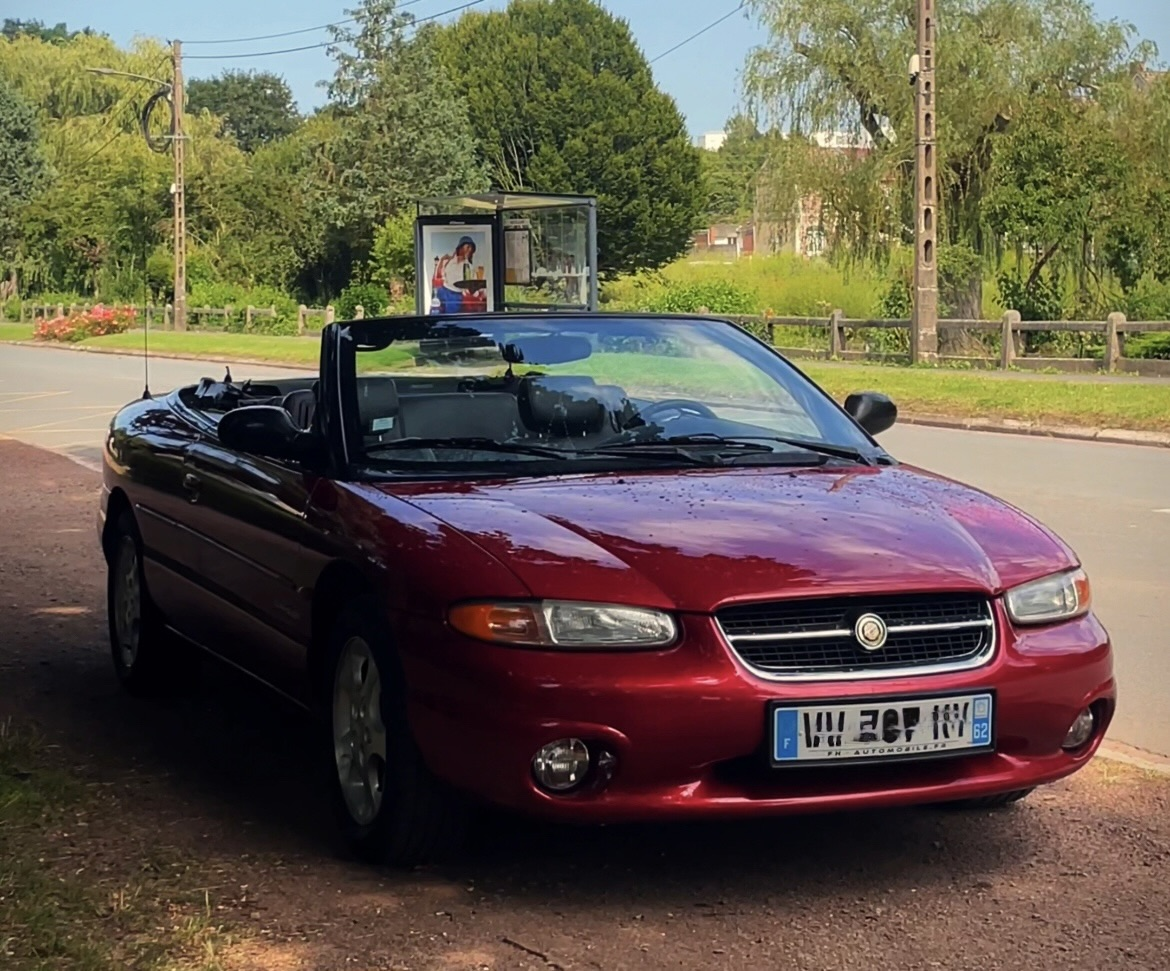
Chrysler Stratus Cabriolet.

Les modèles américains du début de la période des youngtimers sont assez rares en France car peu distribués à l'époque (pour les modèles fabriqués aux États-Unis), ce qui fait leur originalité.
Pour le groupe General Motors, on peut citer la Buick Park Avenue ou la Cadillac Eldorado des années 1990.
Chez Chrysler, on peut citer la Dodge Viper qui marqua particulièrement son époque mais également les LeBaron et Stratus. La dernière en date étant le PT Cruiser,.
Enfin, pour le groupe Ford, on trouve les Puma et Cougar.

### Modèles anglais

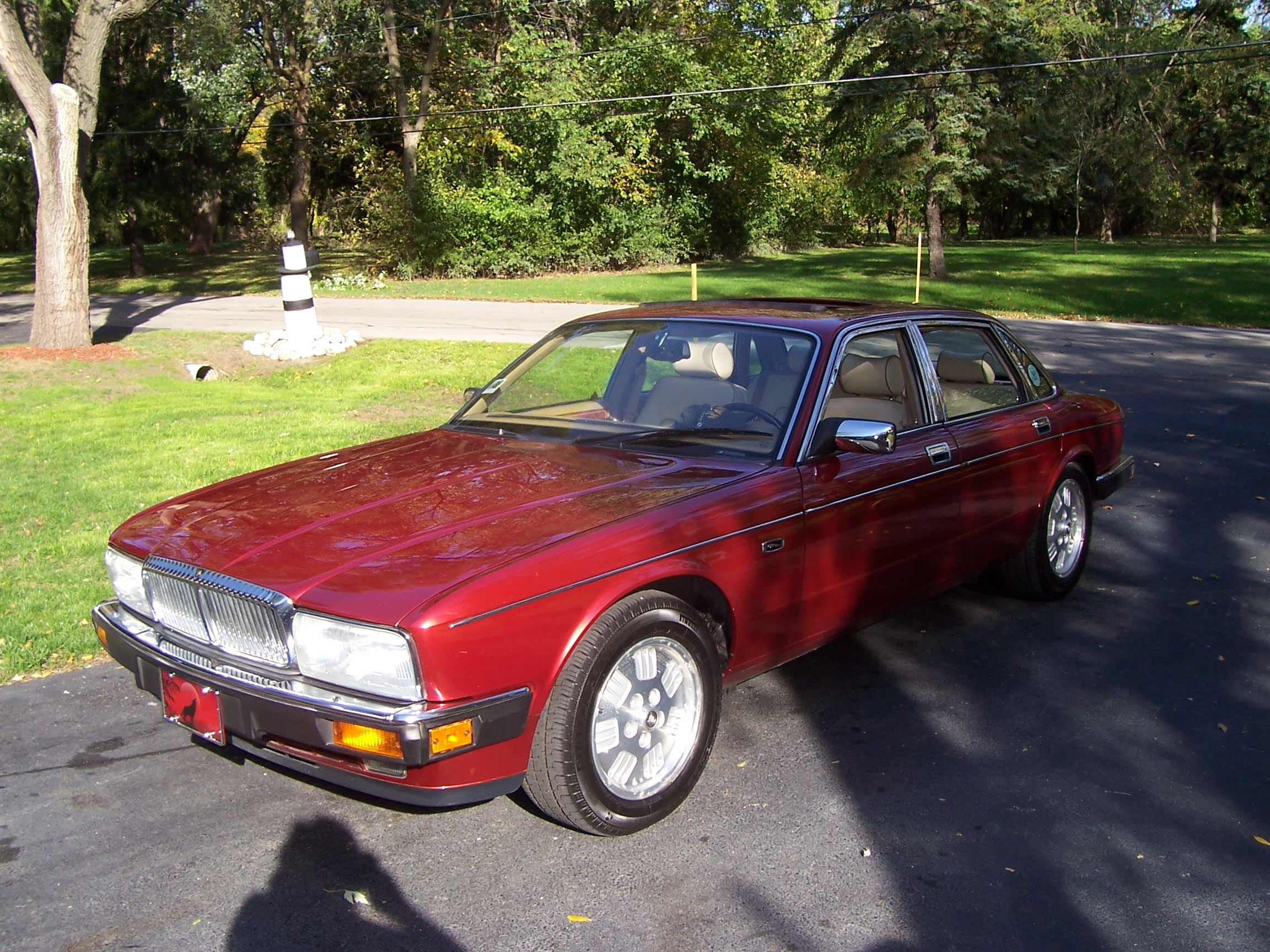
Jaguar XJ40.

Les youngtimers anglaises peuvent être des Jaguar, dont les XK8 ou  S-Type mais également les Rover 25 et 600 ainsi que les MG F et Montego.

### Modèles français
L'intérêt pour les youngtimers français se concentre surtout sur la vague GTI des années 1980 avec, en tête de liste la Renault 5 GT Turbo.
Parmi les plus célèbres youngtimers sportifs français, on peut citer la Renault Spider, la Renault Clio Williams, la Citroën AX Sport, la Peugeot 106 S16.
Parmi les modèles plus communs, on retrouve les Citroën XM et AX, les Peugeot 309 et 605 et les Renault Clio I et Vel Satis.
D'autres véhicules plus récents comme les Renault Avantime et la Citroën C6 sont considérés comme des youngtimers en raison de leur petite distribution et de leur originalité.

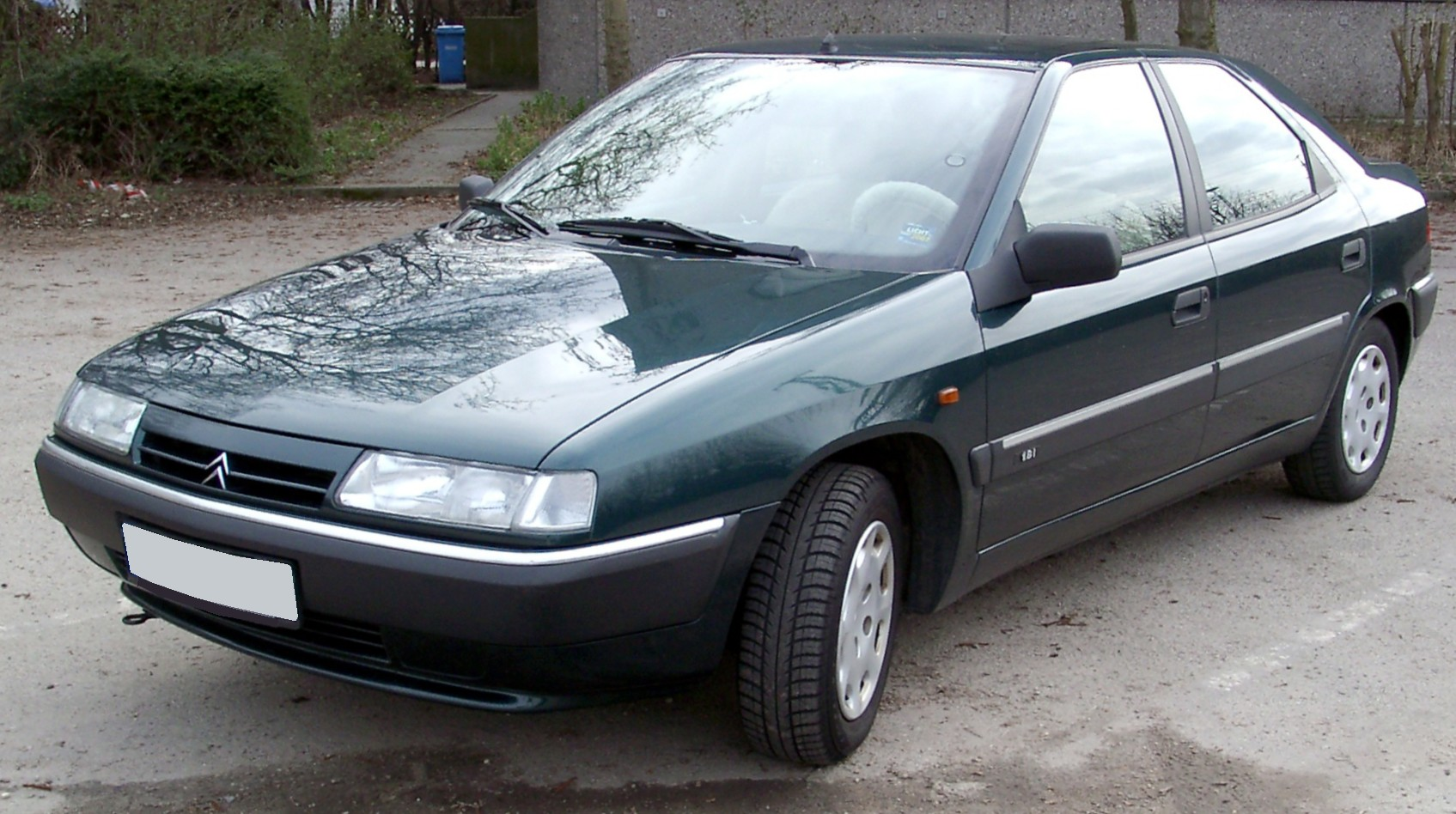
Citroën Xantia phase 1.
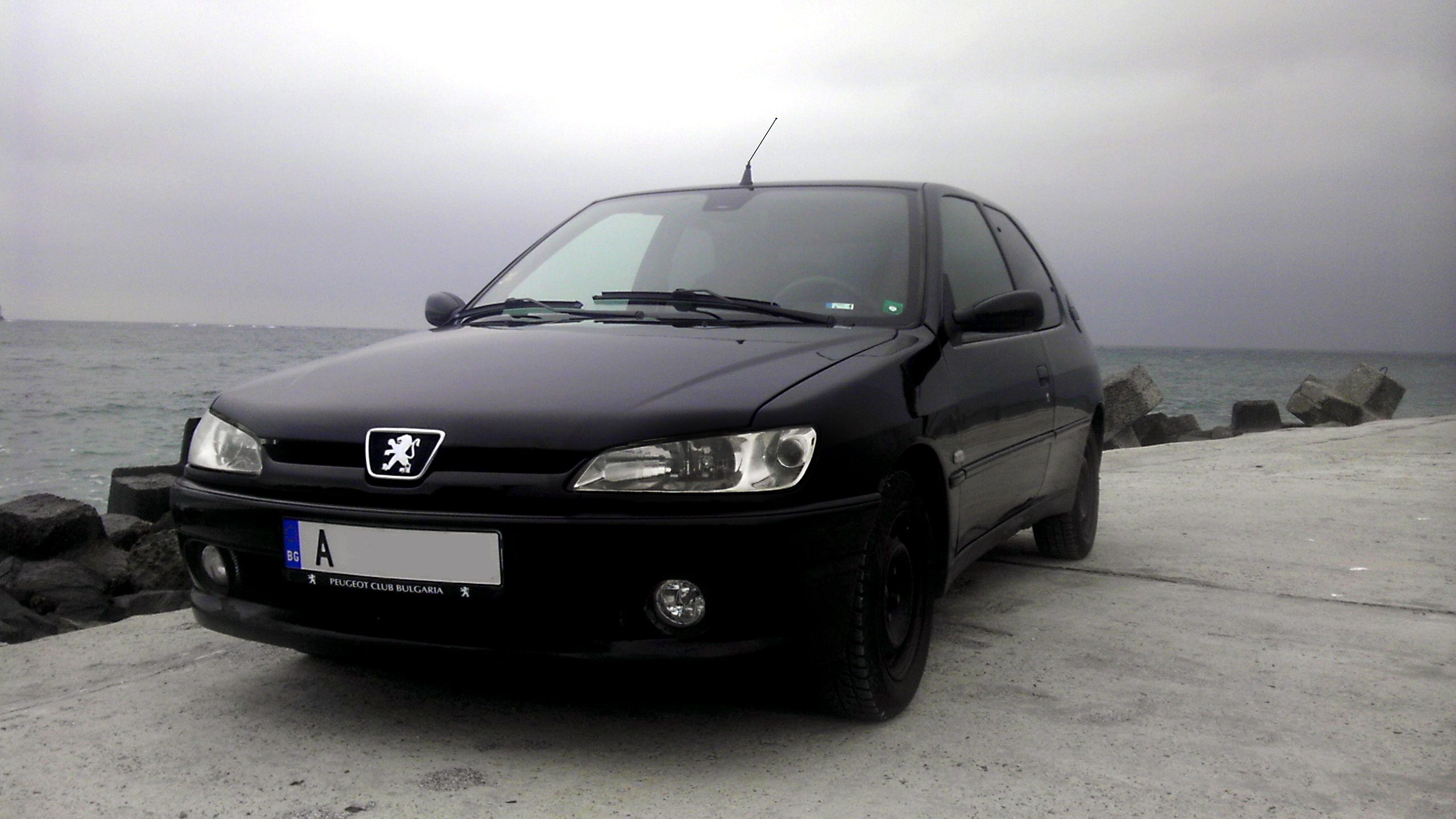
Peugeot 306 XS.
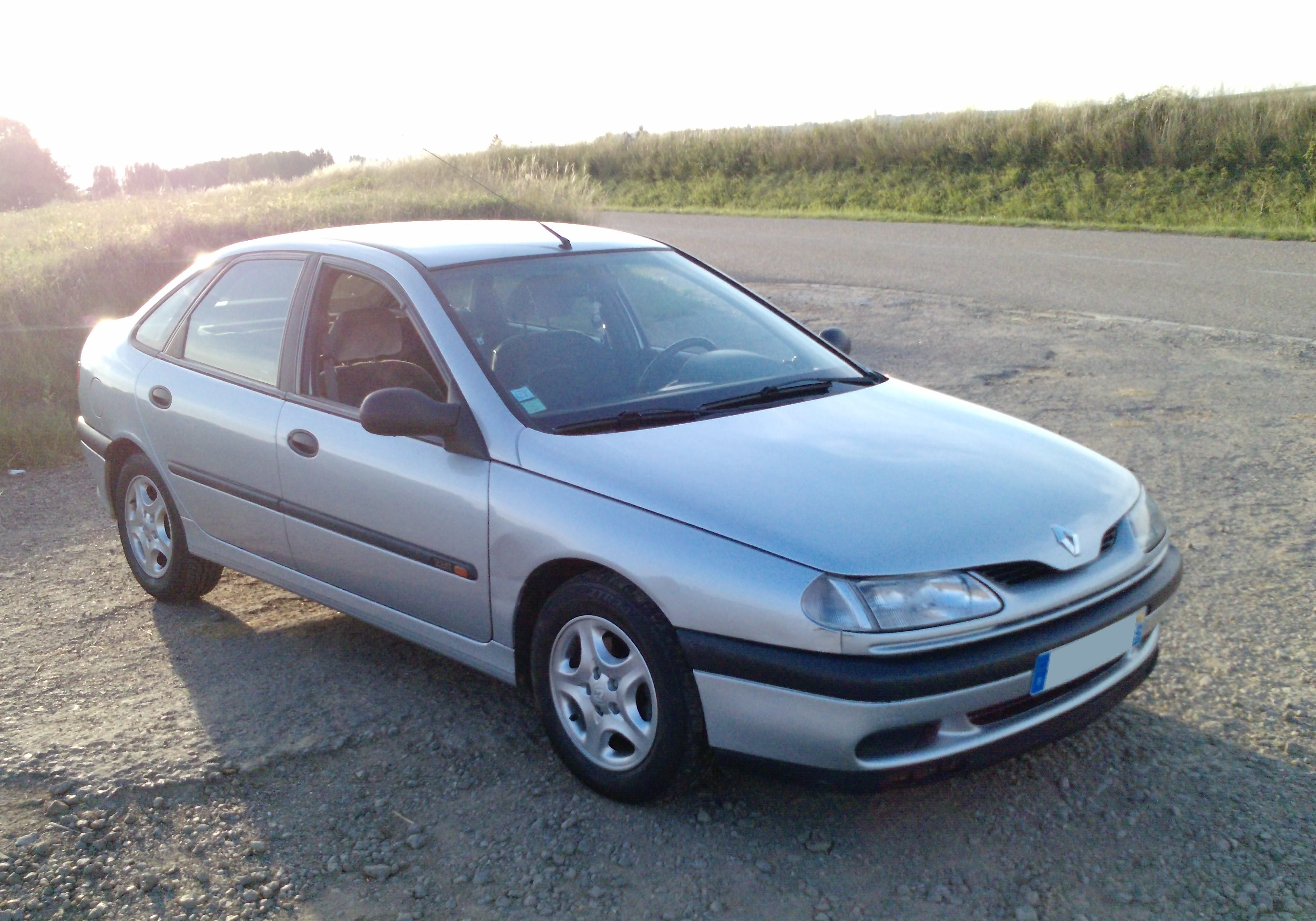
Renault Laguna I Phase I.

### Modèles italiens

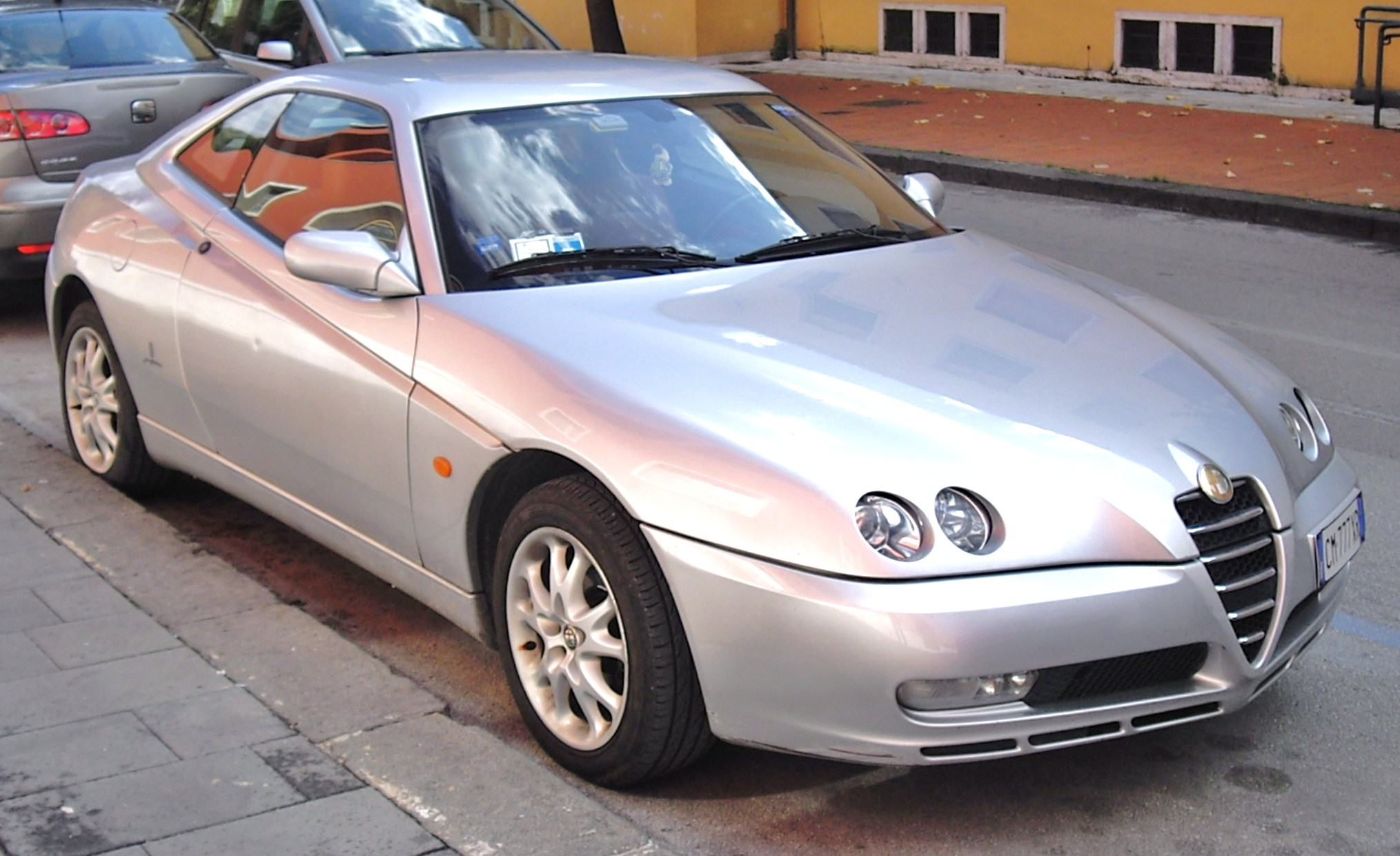
Alfa Romeo GTV phase 2.

Parmi les voitures italiennes de la période youngtimer qui suscitent l'intérêt, on peut citer les Fiat Coupé et Barchetta, les Alfa Romeo 147 et 156 (notamment en version V6 et en version sportive Alfa Romeo GTA) et surtout la Lancia Delta. Cette dernière, de par son engagement en rallye, a une popularité toute particulière auprès des collectionneurs,.

### Modèles japonais

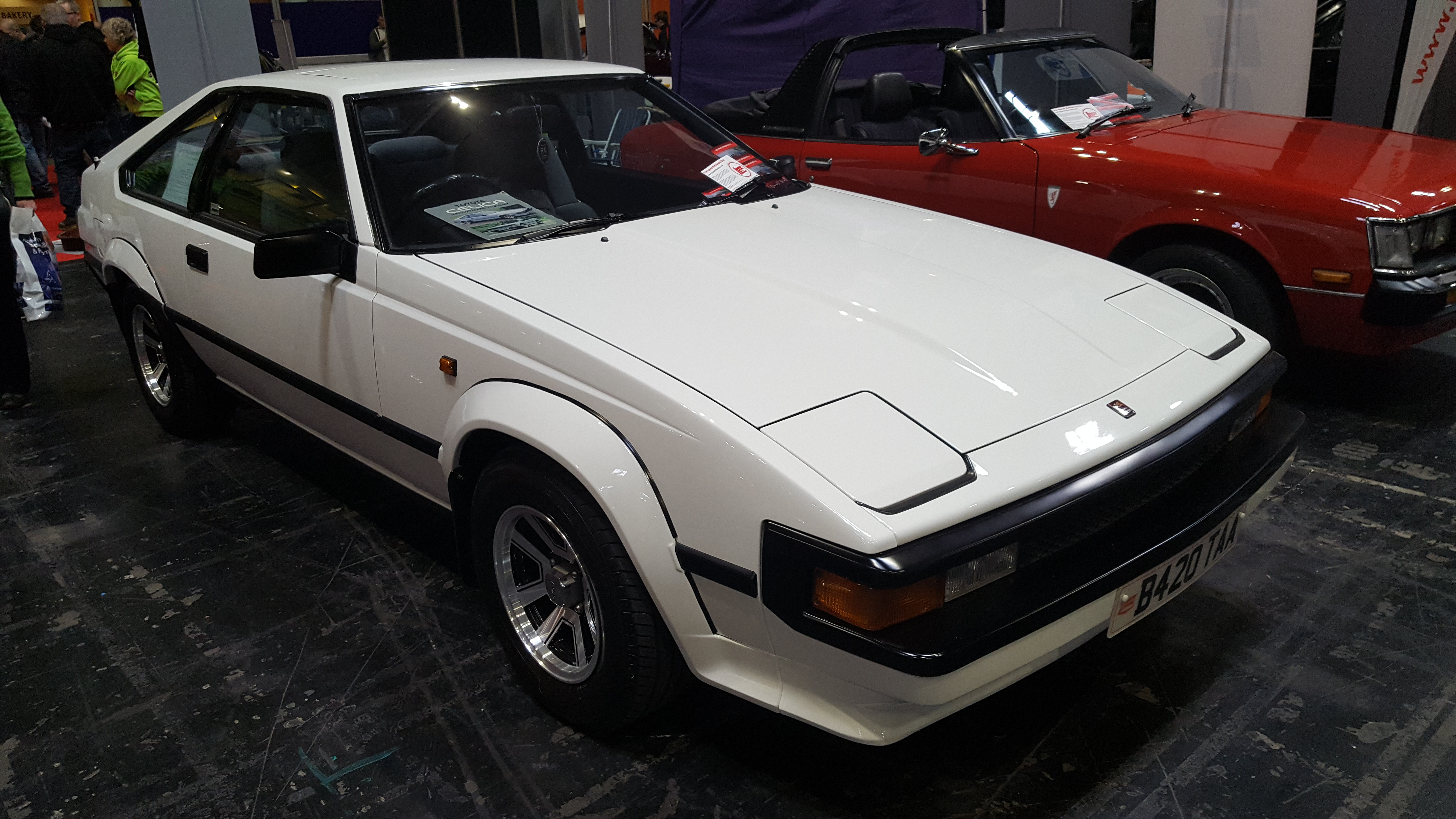
Toyota Supra.

Les véhicules japonais de la période youngtimer sont assez courants en France. La Mazda MX-5 NA, les Honda del Sol et Accord (Aerodeck et berline), la Toyota Supra (A70).
Les Honda de cette génération ont été, plus que toutes les autres marques, décimées par le tuning. Les véhicules modifiés, « swapés », « tunés », rabaissés, « optimisés » sont tellement nombreux que la côte des rares exemplaires encore d'origine monte régulièrement (Honda CR-X ED9, par exemple).
L'attrait des voitures japonaises des années 1980 et 1990 s'explique en partie par le succès du jeu vidéo Gran Turismo sur PlayStation. Ce dernier propose une quantité impressionnante de voitures pour l'époque, dont une grande majorité de japonaises. Ainsi, le public français y découvre la Toyota Supra (A70 et surtout A80), la Mazda RX-7, la Honda CR-X del Sol, la Subaru SVX, la Nissan Skyline, la Nissan Silvia (S13 et S14) entre autres,. Elles furent également popularisées par la saga de films Fast and Furious ainsi que le manga Initial D.

### Modèles suédois

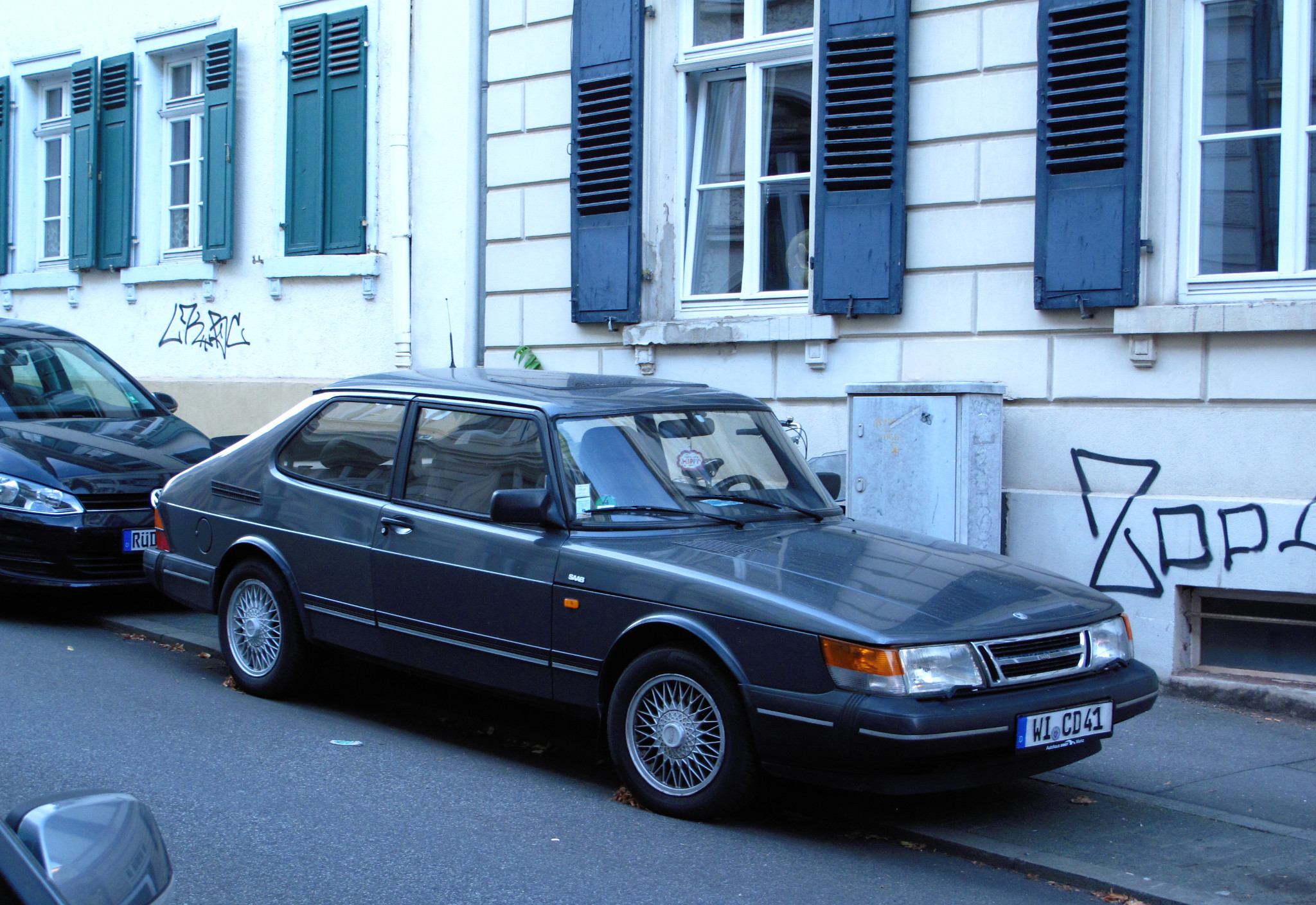
Saab 900.

Parmi les youngtimers suédois qui suscitent l'intérêt, la Volvo 240 et la Saab 900 sont les plus populaires,,,.